# Leichtweißhöhle
Leichtweißhöhle – jaskinia (sztucznie powiększony nawis skalny w łupkach) zlokalizowana w Niemczech (Hesja), w masywie Bahnholzer Kopf (288 m n.p.m., góry Taunus), w dolinie potoku Schwarzbach, w północnej części Wiesbaden.

## Historia

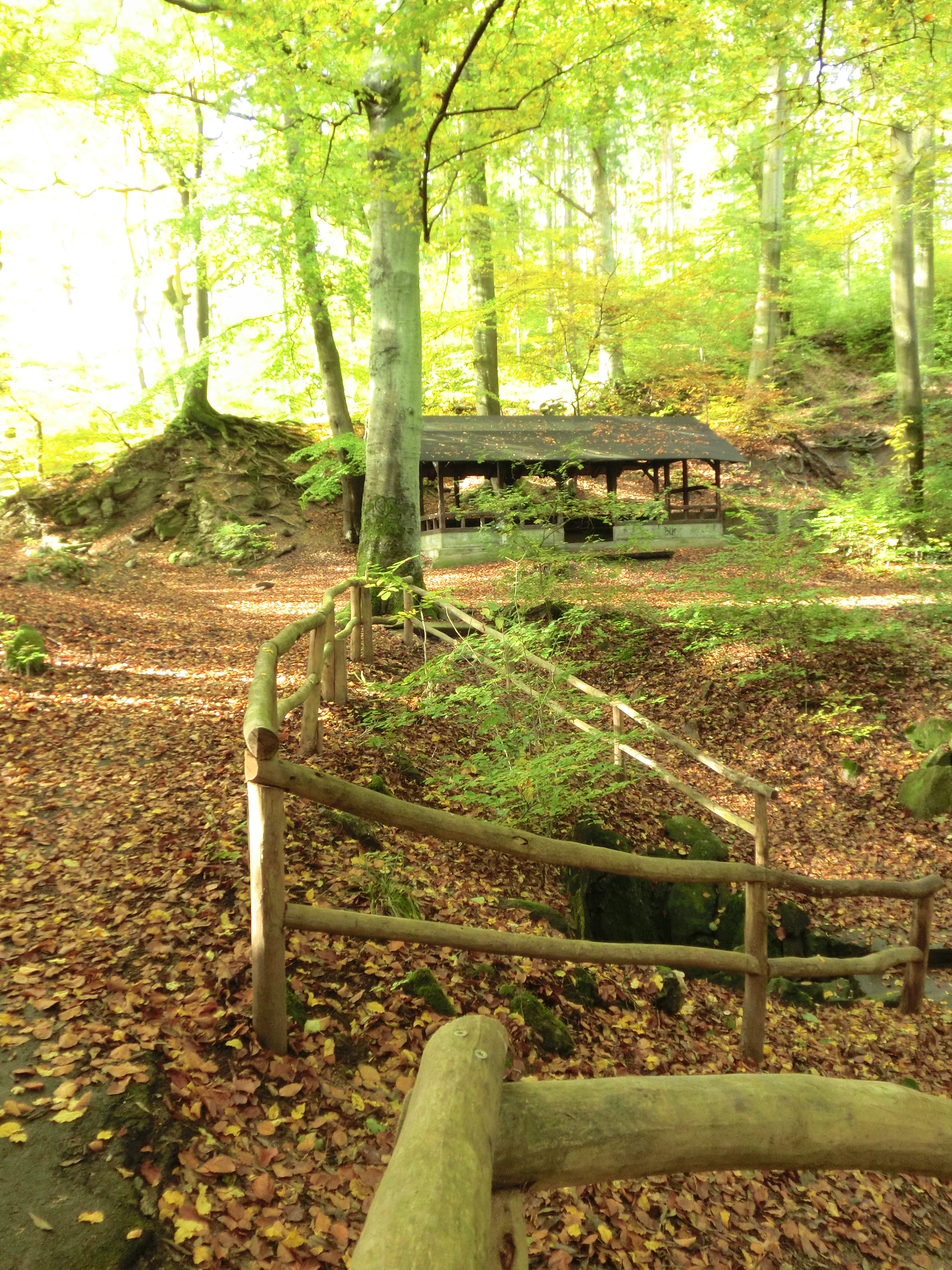
Otoczenie jaskini

Jaskinie odkryto w 1791, kiedy to robotnicy leśni zauważyli unoszący się z niej dym. Obiekt był kryjówką rozbójnika i kłusownika Heinricha Antona Leichtweißa, który ukrywał się tu od 1789 do 1791. Wraz ze wzrostem uzdrowiskowej roli Wiesbaden, jaskinia ponownie stała się popularna, m.in. wspomina ją przewodnik turystyczny z 1842. W poszukiwaniu nowych atrakcji dla stale rosnącej liczby zagranicznych gości odwiedzających kurort, zwrócono uwagę na romantyczną historię Leichtweißa, którą rozpropagowano i wypromowano. Dawna kryjówka przestępcy została rozbudowana przez Towarzystwo Upiększania Wiesbaden w 1856. Stworzono tutaj w dziką i romantyczną kwaterę rabusiów o długości około 30 metrów i wysokości około dwóch metrów. Zbudowano lub zaaranżowano wówczas: drugie wejście od północy, niszę wyściełaną mchem jako sypialnię, do której można dostać się po drewnianej drabinie, okrągły pokój z kamiennym stołem (jakoby ofiarnym) i ławkami przy ścianach. Pozawieszano te starą broń palną, szable oraz zdjęcia złodzieja i jego kochanki. Samo wejście i jego okolice zostały zaprojektowane w duchu romantyzmu, zgodnie ze ówczesnymi gustami estetycznymi. Na potoku Schwarzbach utworzono sztuczny wodospad i przerzucono ponad nim drewniany most, który znajdował się kilka metrów wyżej w górę rzeki w stosunku do obecnego. Wejście do jaskini miało drewniany ganek, a ścieżki z balustradami wykonanymi z gałęzi prowadziły na szczyt niewielkiego wzniesienia ponad jaskinią. Z 1863 wzniesiono tam małą okrągłą drewnianą "świątynię" widokową. Dla strażnika jaskiniowego zbudowano malowniczą, obłożoną korą chatę, a w 1876 otwarto obudowane źródło Leichtweisquelle.
Z biegiem lat drewniane balustrady były wielokrotnie odnawiane, w tym przed wizytą cesarza Wilhelma II i jego żony w 1905. W połowie lat 30. XX wieku Stowarzyszenie Upiększania w Wiesbaden podjęło szeroko zakrojone prace remontowe. Dom strażnika zastąpiono większą drewnianą chatą, która istnieje do dziś, a most został przeniesiony na obecne miejsce. Po II wojnie światowej jaskinia popadła w zaniedbanie. W wyniku wandalizmu teren był niszczony, a strażnika kilkakrotnie pobito. Wnętrze obiektu zanieczyszczone było fekaliami. W konsekwencji tego jaskinię zamknięto dla zwiedzających.
W 1983 miasto odnowiło wejście i zamontowało masywne drzwi. Jaskinia znów została udostępniona turystom. W latach 2003–2009 jaskinią opiekowało się Gesellschaft zur Pflege der Stadtgeschichte Wiesbadens e.V Mattiaca. Obecnie odpowiada za to miasto Wiesbaden.

## Turystyka
Do jaskini prowadzą znaki szlaku pieszego Via Mattiacorum.